# NGC 18
NGC 18은 페가수스자리에 위치한 이중성이다.

## 같이 보기
- 이중성
- 쌍성